# アンソニー・アヴェニ
アンソニー・フランシス・アヴェニ（Anthony Francis Aveni、1938年3月5日 -）は、アメリカ合衆国の天文学者、人類学者。とくにアメリカ州の先住民族の古代の天文学や暦に関する著書で知られる。

## 略歴
アンソニー・アヴェニは1938年にコネチカット州ニューヘイブンで生まれた。ボストン大学で天文学を学び、1960年に卒業後、アリゾナ大学で1965年に博士の学位を得た。
1963年からコルゲート大学で天文学の講師をつとめ、1975年に教授に就任、1980年には人類学の教授を兼任した。1988年には殊勲教授(Distinguished University Professor)の称号を得ている。現在は名誉教授である。アヴェニは特に古代マヤ文明の考古天文学を研究し、天文学、考古天文学、文化人類学、科学史を教えた。アヴェニはメソアメリカの考古天文学、とくにマヤ天文学史研究の創始者のひとりと考えられている。マヤとアステカの天文学のほか、北アメリカ、ペルー、イスラエル、イタリア、ギリシアでも同様の研究を行っている。

## 主要な著書
アヴェニは2017年までに16冊の著書、13冊の編集、300を越える論文を発表している。著書は学術書から一般向け、子供向けの書物まで多様である。
- Skywatchers of Ancient Mexico. University of Texas Press. (1980)（考古天文学の概説書。2001年に改訂）
- Empires of Time: Calendars, Clocks, and Cultures. New York: Basic Books. (1989)
- Conversing with the Planets: How Science and Myth Invented the Cosmos. New York: Times Books. (1989)
- Ancient Astronomers (for young adults). Washington, DC: Smithsonian Books. (1993)
- Behind the Crystal Ball: Magic, Science, and the Occult from Antiquity through the New Age. New York: Times Books. (1996)
- Stairways to the Stars: Skywatching in Three Great Ancient Cultures. New York: John Wiley. (1997)（マヤ、インカ、イギリス古代巨石文明の天文学に関する書物）
  - 日本語訳：宇佐和通 訳『神々への階―超古代天文観測の謎』日本文芸社、1999年。ISBN 453714002X。
- Between the Lines: The Mystery of the Giant Ground Drawings of Ancient Nasca, Peru. University of Texas Press. (2000)
  - 日本語訳：増田義郎監修、武井摩利 訳『ナスカ地上絵の謎―砂漠からの永遠のメッセージ』創元社、2006年。ISBN 4422202669。
- Nasca: Eighth Wonder of the World. British Museum. (2000)
- Skywatchers: A Revised and Updated Version of Skywatchers of Ancient Mexico. University of Texas Press. (2001). ISBN 0292705026（1980年の著書の改訂版）
- The Book of the Year: A Brief History of Our Seasonal Holidays. Oxford University Press. (2003)
  - 日本語訳：勝貴子 訳『ヨーロッパ祝祭日の謎を解く』創元社、2006年。ISBN 4422202650。
- The First Americans: The Story of Where They Came from and Who They Became (for children). illustrated by S.D. Nelson. New York: Scholastic. (2005)
- Foundations of New World Cultural Astronomy: A Reader with Commentary. University Press of Colorado. (2008). ISBN 0870819003
- The End of Time: The Maya Mystery of 2012. University Press of Colorado. (2009). ISBN 0870819615
- Buried Beneath Us: Discovering the Ancient Cities of the Americas. illustrated by Katherine Roy. Roaring Brook Press. (2013). ISBN 1596435674（子供向けのアメリカ考古学の本）
- Class Not Dismissed: Reflections on Undergraduate Education and Teaching the Liberal Arts. University Press of Colorado. (2014)（大学教育に関するエッセイ）
- In the Shadow of the Moon: The Science, Magic, and Mystery of Solar Eclipse. Yale University Press. (2017). ISBN 0300223196